# Open Gaz de France 1994
L'Open Gaz de France 1994 è stato un torneo di tennis giocato sul cemento indoor.
È stata la 2ª edizione dell'Open Gaz de France, che fa parte della categoria Tier II nell'ambito del WTA Tour 1994.
Si è giocato dal 15 al 20 febbraio 1994.

## Campionesse

### Singolare
Martina Navrátilová ha battuto in finale  Julie Halard con il punteggio di 7–5, 6–3

### Doppio
Sabine Appelmans /  Laurence Courtois hanno battuto in finale  Mary Pierce /  Andrea Temesvári con il punteggio di 6–4, 6–4